# Vyšný Komárnik
Vyšný Komárnik é um município da Eslováquia, situado no distrito de Svidník, na região de Prešov. Tem 6,6 km² de área e sua população em 2018 foi estimada em 78 habitantes.

## Demografia
| Ano:        | 1994 | 2004   | 2014   | 2024   |
| ----------- | ---- | ------ | ------ | ------ |
| Broj ljudi: | 74   | 76     | 71     | 64     |
| Razlika:    |      | +2,70% | -6,57% | -9,85% |

| Ano:               | 2023 | 2024   |
| ------------------ | ---- | ------ |
| Número de pessoas: | 68   | 64     |
| Diferença:         |      | -5,88% |